# Knowing Me, Knowing You
"Knowing Me, Knowing You" là một bài hát top hit của nhóm nhạc pop Thụy Điển ABBA. Bài hát được Benny Andersson, Björn Ulvaeus và Stig Anderson sáng tác, với Anni-Frid Lyngstad hát chính. Trong các buổi ghi âm, nó có các nhãn ghi âm là "Ring It In" và "Number 1, Number 1". Bài hát được giới thiệu trong album Arrival của nhóm và trong phần tổng hợp Gold: Greatest Hits.

## Lịch sử
"Knowing Me, Knowing You" được thu âm vào năm 1976 tại phòng thu Metronome ở Stockholm và được phát hành dưới dạng đĩa đơn vào tháng 2 năm 1977, trở thành một trong những hit thành công hơn của nhóm. Mặt B là bài "Happy Hawaii", một bản phối của một bài hát ABBA khác, "Why Did It Have to Be Me?", Nhưng với một giọng ca chính và lời bài hát khác. "Knowing Me, Knowing You" là một trong những bài hát ABBA đầu tiên nói về sự tan vỡ của một mối quan hệ. Nó báo trước sự ly dị của các thành viên ABBA cũng như các bài hát với chủ đề chia tay tiếp theo: "The Winner Takes It All", "One of Us" và "When All Is Said and Done". Thành viên nhóm Benny Andersson đã gọi "Knowing Me, Knowing You" là một trong những bản thu hay nhất của ABBA trong một cuộc phỏng vấn năm 2004, cùng với "Dancing Queen", "The Winner Takes It All" và "When I Kissed the Teacher". "Conociéndome, Conociéndote" là phiên bản tiếng Tây Ban Nha của bài hát. Nó được bao gồm trong phần tổng hợp Oro: Grandes Éxitos phát hành năm 1993 và Gracias Por La Música phát hành năm 1980.

## Video âm nhạc
Video âm nhạc mô tả ban nhạc đối lập các phông nền màu khác nhau hát trong khi đối mặt với nhau, họ quay đi khi một câu mới được hát xong. Vào cuối video, các thành viên nữ của ban nhạc sẽ đi qua một lớp tuyết dày. Video được ứng cử viên tương lai của Giải Oscar Lasse Hallström đạo diễn và là một bước ngoặt trong sự nghiệp của ông cùng với hầu hết các video khác của ban nhạc được Hallstrom đạo diễn.

## Tiếp nhận
"Knowing Me, Knowing You" đã chứng tỏ là một trong những đĩa đơn thành công hơn của ABBA, đạt #1 ở Tây Đức (đứng đầu bảng xếp hạng thứ sáu liên tiếp của ABBA ở đó) và Vương quốc Anh, Ireland, Mexico và Nam Phi, và lọt vào top 3 tại Áo, Bỉ, Hà Lan và Thụy Sĩ. Đó là một hit 10 ở Úc, Canada, Pháp, New Zealand và Na Uy. Tại Hoa Kỳ, nó đã trở thành đĩa đơn top 20 thứ sáu của ABBA, đạt vị trí thứ 14 trên Hot 100 và đạt thứ 7 trên bảng xếp hạng AC của Billboard.
Ở Anh, "Knowing Me, Knowing You" là đĩa đơn thành công nhất năm 1977. Nó cũng bắt đầu đợt thứ hai gồm ba đĩa đơn số 1 liên tiếp cho ABBA (tiếp theo là "The Name of the Game" và "Take a Chance on Me"), nhóm đã có ba đĩa đơn hit số 1 liên tiếp vào năm 1976.
Vào tháng 9 năm 1979 tại Đức "Knowing Me, Knowing You" đã bán được hơn 300.000 đĩa.

## Vị trí trên bảng xếp hạng
| Chart (1977)                    | Peak position |
| ------------------------------- | ------------- |
| Australian Singles Chart        | 9             |
| Austrian Singles Chart          | 2             |
| Belgian Singles Chart           | 2             |
| Canadian Top Singles            | 5             |
| Canadian Adult Contemporary     | 6             |
| Dutch Singles Chart             | 3             |
| Eurochart Hot 100 Singles       | 1             |
| Finnish Singles Chart           | 16            |
| French Singles Chart            | 9             |
| German Singles Chart            | 1             |
| Irish Singles Chart             | 1             |
| Mexican Singles Chart           | 1             |
| New Zealand Singles Chart       | 8             |
| Norwegian Singles Chart         | 6             |
| Rhodesian Singles Chart         | 11            |
| South African Singles Chart     | 1             |
| Spanish Singles Chart           | 17            |
| Swiss Singles Chart             | 3             |
| UK Singles Chart                | 1             |
| US Billboard Adult Contemporary | 7             |
| US Billboard Hot 100            | 14            |
| US Cashbox Top 100 Singles      | 11            |

| Chart (1977)                      | Rank |
| --------------------------------- | ---- |
| Australia                         | 88   |
| Canada                            | 61   |
| Switzerland                       | 9    |
| UK                                | 6    |
| US Billboard Hot 100              | 97   |
| US Adult Contemporary (Billboard) | 37   |